# Dacus rufus
Dacus rufus är en tvåvingeart som beskrevs av Mario Bezzi 1915. Dacus rufus ingår i släktet Dacus och familjen borrflugor. Inga underarter finns listade i Catalogue of Life.